# Indian Trail
Indian Trail est une ville américaine située dans le comté d'Union dans l'État de Caroline du Nord. En 2010, sa population était de 33 518 habitants.

## Démographie
| 1910 | 1920 | 1930 | 1940 | 1950 | 1960 |
| ---- | ---- | ---- | ---- | ---- | ---- |
| 154  | 224  | 209  | 225  | 308  | 364  |

| 1970 | 1980 | 1990  | 2000   | 2010   | - |
| ---- | ---- | ----- | ------ | ------ | - |
| 405  | 811  | 1 942 | 11 905 | 33 518 | - |

## Source de la traduction
- (en) Cet article est partiellement ou en totalité issu de l’article de Wikipédia en anglais intitulé « Indian Trail, North Carolina » (voir la liste des auteurs).